# Тезкере
Тезкере (з араб. تذكرة) — у Османській імперії — документ, який бейлербеї відсилали на ім'я султана, і який передбачав право тієї чи іншої особи на тімар і на основі якого видавався султанський берат — султанська грамота на володіння землею чи призначення на посаду.